# Heckler & Koch G3
Heckler & Koch G3 (krajše HK G3) je bojna puška, produkt nemškega podjetja Heckler & Koch.

## Delovanje
Osnovni princip delovanja je odpiranje s pomočjo povratnega pritiska, ki povzroči odmik dveh stranskih valjčkov iz utorov na zaklepišču, kar omogoči povratni premik zaklepa in izvlačenje praznega tulca. Vzmet nato zaklep potisne nazaj na mesto in poskrbi za ponovno polnjenje orožja z nabojem iz nabojnika.

## Različice
- G3 - Osnovna različica ima leseno kopito z jeklenim branikom.
- G3A1 - G3A1 se razlikuje le po dejstvu, da ima preklopno kopito.
- G3A2 - G3A2 je enak različici G3A2, a ima spremenjen merilni sistem, tako da jurišna puška zdaj uporablja mehanske merke, značilne za Heckler & Koch.
- G3A3 - G3A3 je najbolj znana različica, ki uporablja bobnaste mehanske merke, ima fiksno plastično kopito in sprednji branik (na katerega se lahko namesti tudi nožice).
- G3A4 - G3A4 ima iste karakteristike kot G3A3, le da ima teleskopsko kopito.
- G3KA4 - G3KA4 je karabinska različica in tako predstavlja najkrajše orožje v družini, ki uporablja teleskopsko kopito.